# Виндберген
Виндберген (нем. Windbergen) — община в Германии, в земле Шлезвиг-Гольштейн. 
Входит в состав района Дитмаршен. Подчиняется управлению КЛьГ Мельдорф-Ланд.  Население составляет 833 человека (на 31 декабря 2010 года). Занимает площадь 17,29 км².
Коммуна подразделяется на 2 сельских округа.